# Skalvägg
Skalväggen har två färdigarmerade betongskivor, sammanbundna med ingjutna armeringsstegar. Väggsidorna gjuts mot stålform, vilket innebär att man får fina ytor som kräver minimal efterbehandling. Skalväggen kompletteras med skarvnät på byggplatsen och färdiggjuts därefter på plats för att ge en flexibel och stabil konstruktion. I skalväggen kan man även gjuta in nödvändiga el-dosor, genomföringar, hylsor för väggstag med mera. Använder man plattbärlag tillsammans med skalvägg innebär det att man kan gjuta allt i en följd och därmed få ett platsgjutet byggsystem som är både snabbt och kostnadseffektivt.